# Łukasz Ojdana
Łukasz Ojdana (ur. 29 grudnia 1990 roku w Warszawie) – polski pianista i kompozytor. Absolwent Instytutu Jazzu i Muzyki Estradowej Akademii Muzycznej im. Karola Szymanowskiego w Katowicach w klasie fortepianu. Członek RGG, jednej z najważniejszych i najlepiej rozpoznawalnych polskich formacji jazzowych. Od 2016 roku współtworzy kwartet Tomasza Stańko.  Stypendysta Ministra Nauki i Szkolnictwa Wyższego. Laureat Nagrody Ministra Kultury i Dziedzictwa Narodowego za wybitne osiągnięcia artystyczne. Nominowany w dwóch kategoriach (Jazzowy Album Roku) i (Jazzowy Fonograficzny Debiut Roku) do nagrody polskiego przemysłu fonograficznego Fryderyk 2015. Współpracuje z najwybitniejszymi postaciami współczesnego jazzu w Europie (m.in. Tomasz Stańko, Evan Parker, Verneri Pohjola, Samuel Blaser, Trevor Watts).

## Dyskografia
- Maciej Fortuna Trio "SAHJ/A" (FM, 2012) (guest performer in bonus track)[7]
- RGG "Szymanowski" (Fonografika, 2013)[8][9][10]
- Anna Gadt "Breathing" (Universal, 2013)[11][12]
- Jacek Namysłowski Quintet "Moderate Haste" (BKQ, 2014)[13]
- RGG "AURA" (OKeh/Sony Music Entertainment, 2015)[14][15]
- Evan Parker & RGG "Live@Alchemia (Fundacja Słuchaj)[16]
- Anna Gadt Quartet feat. Annemie Osborne "Mysterium Lunae" (Hevhetia, 2018)[17][18][19]
- RGG, Verneri Pohjola, Samuel Blaser "City of Gardens" (Fundacja Słuchaj 2018)[20]
- RGG & Trevor Watts "RAFA" (Fundacja Słuchaj 2018)[21]
- Polish Jazz vol. 81: RGG „Memento” (Polskie Nagrania/Warner Music, 2019)[22]
- Łukasz Ojdana "Kurpian Songs & Meditations" (Audio Cave 2020)[23]
- RGG "Mysterious Monuments on the Moon" (Music Corner Records 2021)[24]
- RGG feat. Marta Grzywacz/Artur Majewski/Dominik Strycharski (Fundacja Słuchaj, 2022)[25]
- Adam Bałdych Quintet + Agata Szymczewska "Legend" (Anaklasis, 2022)[26]
- RGG "ENDORFINA" (FINA, Music Corner Records, 2022)[27]

## Nagrody i wyróżnienia
| Rok  | Nagrody                                                                                      |  | Stopień wyróżnienia |
| ---- | -------------------------------------------------------------------------------------------- |  | ------------------- |
| 2013 | Stypendium Ministra Nauki i Szkolnictwa Wyższego za wybitne osiągnięcia                      |  | Laureat             |
| 2014 | Nagroda Ministra Kultury i Dziedzictwa Narodowego                                            |  | Laureat             |
| 2015 | Fryderyk 2015 – Jazz: Album Roku (za album "Moderate Haste")                                 |  | Nominacja           |
| 2015 | Fryderyk 2015 – Jazz: Debiut roku (za album "Moderate Haste")                                |  | Nominacja           |
| 2016 | XIII edycja programu stypendialnego Ministra Kultury i Dziedzictwa Narodowego "Młoda Polska" |  | Laureat             |
| 2021 | Fonograficzny Debiut Roku – Jazz (za album "Kurpian Songs & Meditations"                     |  | Nominacja           |